# 泉橋酒造
泉橋酒造株式会社（いずみばし しゅぞう）は、神奈川県海老名市にある酒造会社。「いづみ橋」など日本酒を中心に、リキュール、味噌、醤油、甘酒、そして、粕取り焼酎を製造・販売している。。
創業は江戸幕末の1857年（安政4年）。現在は酒蔵見学ツアーを受け入れており、敷地内には江戸時代からの土蔵を改装した、交流施設を兼ねる直営店「酒友館」がある。またJR海老名駅近くではレストラン「サケとアテ 蔵元佳肴 いづみ橋」も運営している。

## 概要
- 「酒造りは米作りから」の信念のもと、酒米作りから精米・醸造まで一貫して行う栽培醸造蔵®。酒米を育てる水田は自社隣接地（海老名市内）や、同じ相模川流域の座間市、相模原市にある。栽培は自社社員（栽培醸造部）のほか、契約農家で組織する「さがみ酒米研究会」による。自社社員の栽培する圃場面積は約9ヘクタール（2024年）、研究会の栽培する面積は約38ヘクタール。。
- 主な栽培品種は、神奈川県の産地品種銘柄の「山田錦」「楽風舞」と他3品種。地元栽培米は使用する原料米のおおよそ9割になる。
- 日本酒は手造りを主にし、米と米麹のみを原料とする純米酒（純米大吟醸、純米吟醸を含む）のみを仕込む。また、製品の半分は生酛造りを行う。
- 近年は同じく日本の伝統的発酵食品である「米麹みそ」「醤油」や、地元産の梅やイチゴなどを使った純米酒仕込みのリキュールも製造している。
- 蔵のシンボルマークは、減農薬栽培の象徴であり、秋になると自社の田圃周辺を飛び交う「赤とんぼ」を使用。
- 2016年より「田んぼからテーブルまで」をコンセプトに海老名駅西口に直営レストラン「サケとアテ 蔵元佳肴 いづみ橋」を展開している。
- 2020年より麹を使った甘酒（ノンアルコール、製品名:糀だるま）や粕取り焼酎「あまくことなく」の製造を開始した。
- 「栽培醸造蔵」は泉橋酒造の登録商標である。登録番号5931100。

## 銘柄名の由来
昭和10年代の土地改良まで泉橋酒造の裏手を流れていた「泉川」と屋号の「橋場」を組み合わせ「泉川＋橋場＝泉橋」となる。

## 沿革
- 1857年（江戸・安政4年） 現在も酒蔵がある相模国高座郡下今泉村で、初代・橋場友八が「橋場酒造店」を創業。
- 1923年（大正12年） ９月１日に発生した関東大震災により被災し、仕込み蔵をはじめ、主だった建物が倒壊する。
- 1943年（昭和18年） 戦争による企業整備令により休業。
- 1956年（昭和31年）12月 - 4代目・橋場友八が酒蔵を再開。社名を「泉橋酒造株式会社」とする。
- 1969年（昭和44年）仕込み蔵を新築する。
- 1996年（平成8年） 土蔵（昭和10年再建）を「酒蔵SHOP・酒友館」に改装。橋場家の保有する圃場で酒米の栽培を始める。第１回田植え・稲刈りイベントを行う。
- 1997年（平成9年）さがみ酒米研究会を発足し、地元の米生産農家との酒米栽培を開始する。
- 1999年（平成11年）5代目・橋場英昭が神奈川県酒造組合長になる（2014年まで）。山田錦と雄町の栽培を開始する。
- 2000年（平成12年）酒米栽培から醸造まで一貫生産する「ドメーヌ宣言」を行う。
- 2003年（平成15年）「とんぼラベル」シリーズの初リリースを行う。
- 2005年（平成17年）「梅酒（ﾘｷｭｰﾙ）」の製造を始める。「夏やご」の初リリース。
- 2006年（平成18年）精米を委託精米から自社精米に変更し、酒米栽培から精米・醸造まで一貫生産体制となる。
- 2007年（平成19年）製造する日本酒をすべてを「純米酒」とする。
- 2008年（平成20年）6代目・橋場友一が代表取締役社長になる。「米麹みそ」の製造を始める。
- 2009年（平成21年）株式会社の農業参入が可能となったことを受けて、泉橋酒造として酒米栽培を開始する。
- 2010年（平成22年）神奈川県より優良工場表彰を受ける。
- 2013年（平成25年）南部杜氏・小原彦人氏の退社により、社員での酒造り体制に移行する。
- 2014年（平成26年）実需者として醸造用玄米「山田錦」を神奈川県の産地品種銘柄に登録する。会長・橋場英昭が秋の藍綬褒章を受章する。
- 2015年（平成27年）経済産業省より「がんばる中小企業・小規模事業者300社」に選定される。
- 2016年（平成28年）JR海老名駅近くで直営レストラン「蔵元佳肴いづみ橋」を始める。
- 2017年（平成29年）農地保有適格法人となる。
- 2018年（平成30年）実需者として醸造用玄米「楽風舞」を神奈川県の産地品種銘柄に登録する。
- 2020年（令和2年）「麹甘酒」及び「粕取り焼酎」の製造を開始。
- 2022年（令和４年）実需者として醸造用玄米「雄町」を神奈川県の産地品種銘柄に登録する。

## 商品

### 日本酒
- いづみ橋（純米大吟醸、純米吟醸、純米酒など）
- とんぼシリーズ（とんぼラベル、夏やご、秋とんぼ、とんぼの越冬卵と雪だるまラベルなど）
- 生酛シリーズ（黒とんぼ）
- とんぼスパークリング（活性にごり酒・火入れ済）

### リキュール
- 「大吟醸梅酒　山田十郎」（やまだじゅうろう）- 酒米・山田錦で醸造した純米大吟醸酒に、神奈川県小田原市産の十郎（じゅうろう）梅を漬け込んだ梅酒。
- 「純米梅酒　山田十郎）- 酒米・山田錦の純米酒に十郎（じゅうろう）梅を漬け込んだ梅酒。十郎梅は、神奈川県小田原市産。
- 「純情いちご酒）- 純米酒に完熟いちご（海老名市産）を漬け込んだリキュール。
- 相模原市藤野地区の柚子を粕取り焼酎「あますことなく」に浸けこんだイカシタシリーズ「柚子」を製造している。

### 米麹みそ＆丸大豆しょうゆ
- 「酒蔵仕込みの無添加 吟醸みそ」- 平成20年より製造・販売。酒米と神奈川県産地大豆（津久井在来大豆）で仕込む。
- 津久井在来大豆と地元の小麦（神奈川県藤沢市産）を使った丸大豆しょうゆがある。製造は梶田商店（愛媛県大洲市）に委託している。

### 甘酒（ノンアルコール）
- 麹から作る発酵食品の甘酒「糀だるま」を製造する。原材料は、神奈川県産山田錦100％、精米歩合65％（2021年現在）

### 単式蒸留焼酎
- 真空減圧蒸留方式で粕取り焼酎「あますことなく」を製造している。蒸留かすは、養鶏農家に販売している。

### 直営レストランの運営
- 「サケとアテ 蔵元佳肴 いづみ橋」を2016年7月よりJR海老名駅西口に直営している。おもに神奈川県の食材を使った料理と自社の日本酒を提供する。日本酒と料理のペアリングに力を入れている。

## さがみ酒米研究会
関連団体。平成9年に発足した酒米栽培農家の研究・栽培会。泉橋酒造のための酒米・一般米を栽培する。栽培品種は、山田錦、楽風舞、神力、こしひかりなど。発足から8年間は永谷正治の指導を受け、窒素成分を抑えた栽培方法をとる。神奈川県農業技術センター、海老名市、JAさがみ等の協力のもと、減化学肥料、減農薬栽培に取り組み、冬期湛水などの研究も神奈川県と行っている（平成30年現在）。会員数7名、事務局はJAさがみ内に置く。栽培面積約3８ヘクタール。平成18年度 最優秀賞受賞（神奈川県審査会・集団営農の部）。